# Don't Pass Me By
Pistes de The Beatles
Rocky Raccoon
(13) Why Don't We Do It in the Road?
(15)
Don't Pass Me By est une chanson des Beatles parue sur le double album The Beatles (aussi connu comme l'« Album blanc »). Il s'agit du premier titre composé par Ringo Starr.

## Historique

### Composition
Dans les premières semaines après son embauche en 1962, insécure, Ringo se fait souvent accompagner aux répétitions et aux spectacles par son vieil ami Roy Trafford, tous deux grands amateurs de musique country and western. Ce dernier possède l'album Midnight Jamboree (en) d'Ernest Tubb and His Texas Troubadours sur lequel se trouve la chanson Pass Me By, chantée par Linda Flanagan et possédant une prestation de fiddle, qu'il aime et apprend à jouer à la guitare. Ringo s'inspire de cette chanson pour sa toute première composition, Don't Pass Me By. Bien qu'à l'état d'ébauche à cette époque, le vers « Don't pass me by, don't make me cry, don't make me blue » y est déjà présent.
Elle deviendra la première chanson des Beatles entièrement composée par Ringo. Jusque-là, le groupe lui réservait un titre à chanter sur tous les albums (à l'exception de A Hard Day's Night, Magical Mystery Tour (sur lequel ses vocalises sur Flying sont tout de même en avant plan) et, subséquemment, Let It Be) et ses participations en tant que compositeur s'étaient réduites à des collaborations avec ses partenaires sur What Goes On, Christmas Time (Is Here Again) et Flying, sans oublier ses impropriétés de langage cocasses, ses « ringoïsmes » comme les surnomment Lennon, qui donne les titres des chansons A Hard Day's Night et Tomorrow Never Knows.
En décembre 1967, lorsqu'on lui demande s'il est tenté par la composition, Ringo répond : « J'essaie. J'ai une guitare et un piano et je connais quelques accords, mais ça ne va pas très loin. Aucun chef-d'œuvre n'en est encore sorti […] C'était devenu une sorte de blague : j'apportais les chansons que j'avais écrites et ils se roulaient tous par terre de rire parce qu'une fois de plus j'avais réécrit un vieux standard. J'étais très fort pour réécrire les chansons de Jerry Lee Lewis. C'était ma manière d'apprendre le métier ». 
En réalité, Ringo essayait depuis des années de faire enregistrer Don't Pass Me By aux Beatles. « À l'époque, il était difficile d'arriver avec ses propres chansons alors qu'on avait Lennon et McCartney », expliquera-t-il.
Durant leur tournée de 1964, lors d'une interview que le groupe donne à la radio en Nouvelle-Zélande, on peut entendre Ringo demander aux autres de « chanter la chanson que j'ai écrite, pour une seule prise », et Paul répond en disant : « Ringo a composé une chanson qui s'appelle Don't Pass Me By, une très belle mélodie. C'est sa première composition ». Après que Paul et John en eurent chanté un couplet, Ringo dut répondre à d'autres questions : « Je l'ai écrite dans un style country et western, mais d'entendre Paul et John la chanter avec cette teinte blues m'a impressionné. Est-ce que les Beatles vont l'enregistrer ? Je ne sais pas. Je ne crois pas d'ailleurs. J'essaie de la placer à chaque fois qu'on fait un disque ». « Malheureusement, nous n'avons jamais assez de place pour mettre une chanson de Ringo sur un album », explique Paul en 1964. « Il ne les termine jamais ». Le morceau restera inédit pendant encore quatre ans.

## Enregistrement
La production d'un album double avec une panoplie de différents styles musicaux permet enfin la possibilité d'y placer la chanson du batteur d'un style atypique pour le groupe. L'enregistrement de Don't Pass Me By débute le 5 juin 1968 sous les titres de travail successifs de Ringo's Tune et This Is Some Friendly, ce dernier, un autre lapsus du batteur entendu à la fin d'une prise. Seul Ringo et Paul participent bien que Lennon est présent en studio. La piste de base est enregistrée en trois prises, Ringo est au piano enregistré au travers une cabine Leslie et enregistre ensuite sa batterie. Puis un deuxième piano joué encore une fois par Ringo et des grelots de McCartney sont ajoutés. Après réduction, Ringo pose sa voix sur un magnétophone ralenti, voix aussitôt remplacée par la basse de Paul qu'il double. Le lendemain, les deux pistes de basse sont effacées au profit de deux nouvelles voix de Ringo avant que Paul enregistre sa basse définitive. 
Le 12 juillet, Paul rajoute des interventions à la basse et Ringo des parties de piano. La prestation de fiddle de Jack Fallon (en) est aussi enregistrée ce jour-là. Le jeu du violon est différent sur les versions stéréo et mono, mixées le 11 octobre, d'où l'inclusion de cette dernière sur le disque Rarities publié aux États-Unis.
Le 22 juillet, une introduction orchestrale d'une durée de 45 secondes, composée et arrangée par George Martin, est enregistrée. Elle ne sera toutefois pas retenue dans la version finale parue sur l’album en 1968. Cet instrumental sera par contre entendu dans le film Yellow Submarine, placé juste avant la chanson Eleanor Rigby pour être ultimement placé en ouverture de l'album Anthology 3 sous le titre A Beginning. En 2018, la prise quatre de cet instrumental est greffée à la prise sept de Don't Pass Me By sur un des disques bonus de la réédition du cinquantième anniversaire de l'« Album blanc ».
C'est la première des deux chansons composées par Ringo et enregistrées par les Beatles, la seconde étant Octopus's Garden placée sur Abbey Road en 1969, qui sera aussi incluse dans la compilation des meilleurs succès, The Beatles 1967–1970, en 1973. Une troisième chanson, Taking a Trip to Carolina, jouée au piano en démo le 3 janvier 1969, est entendue dans le montage Fly on the Wall, le disque 2 de Let It Be... Naked, et aperçue dans le documentaire The Beatles: Get Back. Cette ébauche ne sera jamais terminée par le batteur. Un quatrième titre, une très courte ébauche intitulée Picasso, est aussi présentée le même jour.

## Fiche technique

### Interprètes
- Ringo Starr : chant en double piste, batterie, piano bastringue, grelot, cloche à vache, maracas, congas
- Paul McCartney : basse, piano
- Jack Fallon (en) : fiddle

## Parutions
La chanson, créditée à son vrai nom, Richard Starkey, est placée à la sixième position de la face 2 du premier disque de l'« Album blanc », tout juste après la chanson Rocky Raccoon, elle aussi à saveur country.
Ringo Starr l'a souvent jouée sur scène et elle s'est retrouvée sur quelques-uns de ses albums live, tels VH1 Storytellers en 1998 ou son CD double/DVD/Bluray Live At The Greek Theatre 2019 en 2022. Il en fera une relecture pour son album Give More Love en 2017, offerte en bonus.

## Reprises
La chanson a notamment été reprise par The Gourds (en), The Georgia Satellites et The Punkles (en).